# Clasa 86 (BR)
BR Clasa 86 este o locomotivă electrică britanică, fabricată între 1965 și 1966, fiind parte a programului de electrificare a magistralei Londra-Birmingham-Crewe-(Manchester/Liverpool)-Preston-Glasgow (West Coast Main Line, prescurtată WCML). Cu 100 de bucăți produse în total, aceasta poate fi considerată (prima) locomotivă electrică standard a British Railways. Inițial clasificată drept AL6 (AC Locomotive 6th design, în Română "Locomotivă CA, al șaselea design"), in 1968 au devenit Clasa 86, unde 8 semnifică locomotivă cu alimentare în rețeaua 25 kV CA, și 6 păstrându-și semnificația originală.
Timp de 30 de ani acestea au rămas principalele locomotive electrice pe WCML, iar datorită diverselor modificări a apărut în anii 1973-1974 o versiune mai modernă, mai puternică și modificată, numită Clasa 87. Primele mutări au avut loc în 1986, când câteva exemplare au fost transferate pe linia Londra-Norwich. Odată cu privatizarea BR-ului în anii 1990, acestea au fost trecute la mai mulți operatori privați, iar vechimea lor și apariția trenurilor din Clasa 390 (Pendolino) a dus la retragerea locomotivelor de pe trenurile de călători pe WCML în 2004, alături de locomotivele din Clasa 87 și Clasa 90 (care erau relativ noi, fiind fabricate între 1987-1990). 
Ultimul operator al acestor locomotive a fost Freightliner, care le-a folosit exclusiv ca locomotive pentru trenurile sale de marfă până în 2021, punând capăt a 56 de ani de exploatare regulată. 3 locomotive sunt official locomotive istorice, iar alte 16 se află momentan în triajul Basford Hall din Crewe, scoase din uz.  Mai multe locomotive au fost exportate în Ungaria și Bulgaria, unde sunt folosite de către Floyd ZRt, respectiv Bulmarket.

## Epoca British Rail
Lucrările de electrificare a magistralei Londra-Liverpool/Manchester au demarat în 1958, cu scopul de a da în exploatare toate tronsoanele electrificate până la finele aniilor 1960, lucru ceea ce a făcut necesar fabricarea de material rulant electric dezvoltat specific pentru rețeaua electrificată la 25 kV CA. Astfel, primele clase experimentale (81/82/83/84/85) au fost fabricate între 1959 și 1964 de către diverși producători pentru a le evalua tehnologiile diferite și performanțele.
Rezultatul final au fost locomotivele AL6, date în exploatare începând cu august 1965. Printre diferențele majore ale locomotivei se numărau forma mai pătrățoasă a cabinei, ventilatoarele motoarelor de tracțiune mai silențioase față de clasele predecesoare și prezența unui singur pantograf Faiveley AM din fabrică. Totuși în afară de aceste diferențe, locomotivele se asemănau cu clasesle predecesoare, având la bază același design.
Primele locomotive au venit cu suspensie rigidă și cu motoarele de tracțiune suspendate de pe osie, lucru ce a cauzat daune asupra căii de rulare, mai ales la viteze mai mari. Începând cu 1969, locomotivele au fost dotate cu suspensie cu arcuri Alsthom, lucru ce a permis subclasarea lor în Clasa 86/0 (cu suspensie rigidă, limitate la 80 MPH/130 km/h) și Clasa 86/2 (cu suspensie cu arcuri, limitate la 100 MPH/160 km/h). Numerotările au avut loc de la 86001-86048 și 86204-86252, urmate mai târziu de către 86253-86261.
Pentru dezvoltarea locomotivelor din viitoarea Clasă 87, trei locomotive (numerotate 86201-86204) au primit motoare de tracțiune GEC și pantografe simetrice GEC (asemnănătoare cu cele regăsite pe anumite locomotive electrice în Japonia) pentru a permite circulația la viteze de 110 MPH (180 km/h). Astfel puterea a fost crescută de la 2785 kW la 3730 kW, lucru care s-a dovedit util odată cu extinderea electrificării spre Preston (23 iunie 1973) și Glasgow (6 mai 1974) pe liniile cu declivitate ridicată care traverseau munții prin Lancashire, Cumbria și Scoția.